# .eu
.euは国別コードトップレベルドメイン (ccTLD) のひとつであり、欧州連合および欧州連合加盟国の組織や市民のためのドメイン名である。2005年12月7日発足。サイバースクワッティング防止のため .info の発足時と同様に最初の段階では商標の所有者が登録し、本格的な運用は2006年4月7日から開始している。
.eu ドメインは EURid によって管理されている。これはベルギー、チェコ、スウェーデンおよびイタリアの各国トップレベルドメイン・レジストリの運用者からなるコンソーシアムである。

## 設立と初期期間
.EU トップレベルドメインは ICANN により2005年3月22日に承認され、2005年5月2日にインターネット上の DNSルートゾーンに設定された。欧州連合は国ではないものの（国際行政機関および超国家的機関である）、国家以外の組織にトップレベルドメインが割り当てられた例は前から存在した（.nato など)。
先取権（登録商標、地理的な名前、社名など）をもつ登録希望者はサンライズ・ピリオドから登録を開始した。このさいドメインの登録には特定の名前の所有を証明する書類が必要である。この決定は EURid から承認機関として選定されたプライスウォーターハウスクーパース・ベルギーによってなされた。この手続きを経て、ほとんどの企業が自社の登録商標をドメイン名として登録することができている。
企業および商標のための登録は2006年2月7日より始まった。登録開始から最初の15分間で計27,949件の申請が、最初の1時間で71,235件にのぼる登録が行われている。

## 申し込みの殺到
2006年4月7日午前11時 (CET)、登録商標を持たない者もドメイン登録が可能となった。ドメインを求める人々は希望の登録を行えるこの絶好の機会に、登録事業者に一斉に申請した。70万以上のドメインが最初の4時間に登録され、GoDaddy や Dotster などの大手登録事業者は、大量の処理待ちと無反応に悩まされ、すでに処理を終えた他の事業者を通じて「列を飛ばす」ことを許すほどであった。2006年7月には、200万以上の .eu ドメイン名が登録された。これはヨーロッパでは .de、.ukに続く第3に大きなドメイン、世界では7番目に大きなドメインとなり、.info に並ぶほどになった。
GoDaddy の創設者の1人であり、CEO であるボブ・パーソンは EURid によるランドラッシュ（一般による申し込み）のプロセスを非難した。とくにパーソンは一部の登録事業者によるペーパカンパニーの使用を強く非難した。ブログにおいてパーソンは「これらの会社は実態のある事業者を登録するのではなく、新たに何百もの「幽霊」登録事業者を作り出した」と述べた。
パーソンは400もの会社が、すべてニューヨークの同様の住所・連絡先である LLC により登録されていると述べた。彼の意見では、それらは .eu ドメインのランドラッシュを乗っ取るために作られた幽霊登録事業者であった。
あるドメインに対して、本当の実在する登録事業者が1回なのに対し、これらの「幽霊」登録事業者には、数百回のドメイン登録の機会が存在した。
したがって、.eu のランドラッシュのプロセスにおける混雑によりはじき出されてしまった申請者もおり、多くの一般的な名称の .eu ドメイン名はこれら「幽霊」登録事業者を通じて申請を行った会社により所有されている。
EURid の広報担当であるパトリック・リンデン (Patrik Lindén) はパーソンによる非難を否定し、「EURid はそれぞれの登録事業者それぞれが法的主体であるという確認を行った。またそれぞれの申込者は我々の示す内容に同意することを署名して、事前に1万ユーロを支払う義務がある。」と述べている。パーソンはそれぞれの登録事業者が独立した法法的主体であるかを議論していないうえ、そのような存在を作るのは簡単なことだと述べた。「リンデンは、EURidがその承認前より法的主体として存在しているかの確認をしたこと誇りにしているようだ。それが何を意味しているか少し考えてみればよい。$50で『法的主体』―LLC―を作ることができ、それだけでよいんだ。それが我々がEURidに求めてることだと思うかい？そんなことよりも、ドメイン名―特にヨーロッパ自身のドメイン名―をエンドユーザーに供給する組織が実際にドメイン登録サービスを行っているとを確認することを望んでないとでも？」
Eu はポルトガル語で「私（一人称）」を意味するため、ドメインが一般に登録可能になるとポルトガル語利用者による登録が急増すると見られている。ポルトガルの国民はこのドメインに登録できたが、ポルトガル語圏であるブラジルやアフリカの一部では利用が不可能となっている。ルーマニア語でも eu は「私」を意味するため、2007年にルーマニアが欧州連合に加盟した際には同じことが起こると予想されている。

## 欧州連合の組織による使用
セカンドレベル・ドメインである .europa.eu は欧州連合の機関用に予約されており、2006年5月9日のヨーロッパ・デーにほとんどの機関が .eu.int ドメインから .europa.eu ドメインへと移行している。また欧州中央銀行などのほかの機関でも .eu に移行した。

## 参照
1. ↑  “ICANN board approves agreement with EURid”.   EURid (2005年3月21日). 2006年5月18日時点のオリジナルよりアーカイブ。2006年6月26日閲覧。
2. ↑  “Check out our domain name: .eu is now in the internet root”.   EURid (2005年5月2日). 2006年9月26日時点のオリジナルよりアーカイブ。2006年6月26日閲覧。
3. ↑  Parsons, Bob (2006年4月9日). “The .EU landrush fiasco. A bumbling registry allows Europe's very own domain name to be highjacked!”. 2006年6月26日時点のオリジナルよりアーカイブ。2006年6月26日閲覧。
4. ↑  Keizer, Gregg (2006年4月11日). “New .EU Domain Name System Irks U.S. Firm”.   TechWeb Technology News. 2007年1月12日時点のオリジナルよりアーカイブ。2006年6月26日閲覧。
5. ↑  Parsons, Bob (2006年4月12日). “EURid denies .EU landrush abuse. These guys couldn't spin a top.”. 2006年6月26日時点のオリジナルよりアーカイブ。2006年6月26日閲覧。